# Spiral (angelaの曲)
「Spiral」（スパイラル）は、音楽ユニット・angelaの14枚目のシングル。 2009年5月13日にスターチャイルドから発売された。

## 概要
angelaがライトノベルを原作とするアニメ作品の主題歌を手掛けるのは本作が初めて。
表題曲の「Spiral」の作曲は、候補となる曲を15曲書いたものの決まらず、プロデューサーに尋ねながらスタジオで書き上げられた。作詞は原作小説を読んだ上で、主人公・夏目智春の目線で書いたという。atsuko曰く、聴き所は「幾重に重ねられたコーラス」とのこと。
カップリング曲「Link」は「Spiral」とは逆に、すぐに原曲が決まり、作詞は水無神操緒の目線で書かれた。KATSU曰く、「曲名通り、『アスラクライン』にリンクした内容」。angela曰く、「アニメの場合、オープニングテーマはアップテンポ、エンディングテーマはバラードが王道」という。
作品のテーマになっている「歯車」は、タイアップ作である『アスラクライン』に由来する。このためPVでは、「歯車」をイメージした装飾や映像が使われている。この他、時計等の機械類、幾重にも重なり合うatsukoとKATSUの姿も『アスラクライン』の世界観をイメージしたものだという。

## 収録曲
（全作詞：atsuko、作曲：atsuko・KATSU、編曲：KATSU） 
1. Spiral [4:39] 
  - テレビアニメ『アスラクライン』オープニングテーマ
2. Link [4:54] 
  - テレビアニメ『アスラクライン』エンディングテーマ
3. Spiral（off vocal version）
4. Link（off vocal version）

DVD
- 「Spiral」PV

## クレジット
- atsuko：Vioces & Chorus Arrangement
- KATSU：Electric Guitar, Acoustic Guitar, Piano, Symthesizer, Programing

- Kensuke Hasunuma：Instrument Programing, Chorus Arrangement
- Takajii：Electric Guitar, Acoustic Guitar
- IKUO：Electric Bass
- Yasuhiro"JIMBO-CHAN"Kojima：Drums, Percussion
- Yu Manabe Strings：Violin

- Yasuyuki Hara（SIGN STUDIO）：Recording & Mix Engineer
- Mitsuru Ishii（KING SEKIGUCHIDAI STUDIO）：Recording Engineer
- Shigeo"MT"Miyamoto：Mastering Engineer

- Tamaki Matsuura（music wonder circus）：All Manager

- Natsue Masuda（KING RECORDS）：Producer

- Go Nakanishi（KING RECORDS）：Producer $ Director

PV STAFF
- Hidetaka Tahara：Director
- Showta Nakahara：Producer
- Presentz：Production

- Atsushi Komori：Illust
- Miyuki Tajima：Paint
- STUDIO TULIP：Back
- Naomasa fukura：Special Effect

## 収録アルバム
| 曲名   | 収録アルバム | 発売日       | 備考                  |
| ------ | ------------ | ------------ | --------------------- |
| Spiral | 『Land Ho!』 | 2009年9月9日 | 4thスタジオ・アルバム |